# Laguna Pitiantuta

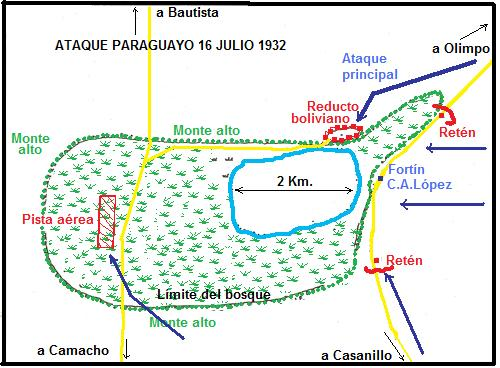
Ataque del capitán Abdón Coronel Palacios para recuperar el fortín Carlos A. López y la laguna Pitiantuta

La laguna Pitiantuta (que significa “lugar del oso hormiguero muerto” en el idioma de los indios Chamacocos/tomaraxos que habitaban el lugar) fue descubierta por una misión de exploración del ejército paraguayo al mando de Juan Belaieff el 13 de marzo de 1931. Un año después, el 25 de abril de 1932, en un vuelo para tratar de ubicar a una patrulla perdida, la descubrió el mayor Moscoso del ejército boliviano.
"Después de una hora de vuelo, divisé a la derecha de nuestra ruta una mancha de agua. Diez minutos después volábamos sobre una enorme laguna que en parte tenía vegetación y donde había miles de aves acuáticas. Su superficie era de varios kilómetros. En la orilla este observamos huellas de ganado. Dentro del monte vimos construcciones de barro y paja y corrales cercados, dando todo el aspecto de un fortín"

Informe Mayor Moscoso (en Jayucubás, 1978, pág. 25).
El ejército boliviano la renombró como "Gran Lago", "Laguna Grande" [Mensaje del presidente Daniel Salamanca al Congreso del 3 de agosto de 1932] y posteriormente Chuquisaca como terminó siendo conocida en Bolivia. Es una laguna de agua dulce ubicada en el centro del Chaco Boreal en el Paraguay. La laguna se hizo famosa cuando el Alto Mando boliviano envió una fuerza, al mando del mayor Oscar Moscoso, a ocuparla dando lugar al sorpresivo ataque al fortín Carlos Antonio López ubicado en su orilla oriental y los choques posteriores con las fuerzas paraguayas que recuperaron el lugar. Estas choques militares de baja intensidad, que ocurrieron en los meses de junio y julio de 1932, se conocieron como Incidente de laguna Chuquisaca y se consideran una de las causas inmediatas de la Guerra del Chaco.